# 朴城炫
朴城炫（韓語：박성현，1993年9月21日—），旅美韓國女子職業高爾夫球運動員，曾於2017及2018年分別於美國女子公開賽及LPGA錦標賽奪冠。

## 外部連結
- 朴城炫在LPGA巡回赛官方网站
- Park Sung-hyun （页面存档备份，存于） at the KLPGA Tour official site （韓語）
- 朴城炫在女子高爾夫世界排名官方網站
- Profile on Seoul Sisters site （页面存档备份，存于）